# 尚溫王
尚溫（琉球語：／  ?；1784年4月25日—1802年8月8日）是琉球國第二尚氏王朝第十五代國王。1795年至1802年在位。童名思五郎金。他是尚穆王世子尚哲的次子。尚穆王死後由他繼位。
尚溫王對儒學在琉球民間的普及做出了貢獻。1798年，尚溫王接受了國師蔡世昌（高島親方）的建議，下令在王宮以北開辦國學（現首里高等學校），又開辦了三個鄉學（平等學校）；同時廢止了久米村對四個官生名額的壟斷行為，規定官生中的二名應為首里人。這引起了不少久米村人的不滿，引起了官生騷動。尚溫王逮捕了首謀者金文和（松永親雲上）等人，鎮壓了這次騷亂。
1800年（嘉慶五年），清嘉慶帝派修撰趙文楷、編修李鼎元為正副冊封使，前往琉球國，冊封尚溫為王，並賜「海表恭藩」的御筆匾額。1801年，在鄉民的請求下，尚溫王又下令開辦了一個鄉學。1802年，琉球第一次向中國派遣首里城出身的官生。 

## 家族
- 父 尚哲
- 母 聞得大君加那志（童名眞鍋樽金，號德澤。第十二代聞得大君，葬於玉陵）
- 妃 佐敷按司加那志 向氏（童名思眞牛金，號仙德，第十四代代聞得大君，葬於玉陵。其父為向氏浦添殿内十一世國頭親方朝慎）
- 子女
  - 長子 尚成（中城王子，母為佐敷按司加那志）

## 腳註
1. 1 2  《王代記[永久]》，第49頁
2. ↑  《中山王府相卿傳職年譜 的存檔，存档日期2011-10-09.》，第16頁